# Noorwegen op het Eurovisiesongfestival 1980
Noorwegen nam deel aan het Eurovisiesongfestival 1980 in Den Haag (Nederland). Het was de 20ste keer dat Noorwegen deelnam aan het Eurovisiesongfestival. NRK was verantwoordelijk voor de Noorse bijdrage voor de editie van 1980.

## Selectieprocedure
Melodi Grand Prix 1980 was het televisieprogramma waarin de Noorse kandidaat werd gekozen voor het Eurovisiesongfestival 1980.
De MGP werd georganiseerd in de studio's van de NRK, te Oslo. Tien liedjes deden mee in deze finale. De winnaar werd verkozen door een deskundige jury.
| Draw | Artist                          | Song            | Points | Place |
| ---- | ------------------------------- | --------------- | ------ | ----- |
| 1    | Anita Skorgan                   | "Stjerneskudd"  | 48     | 6     |
| 2    | Jahn Teigen                     | "Ja"            | 32     | 9=    |
| 3    | Radka Toneff                    | "Parken"        | 43     | 8     |
| 4    | Åge Aleksandersen & Sambandet   | "Bjørnen sover" | 61 (4) | 2     |
| 5    | Hilde Heltberg                  | "Maestro"       | 32     | 9=    |
| 6    | Henning Sommerro                | "Auståvind"     | 45     | 7     |
| 7    | Alex                            | "Univers"       | 58     | 3=    |
| 8    | Nina Askeland                   | "Rudi"          | 58     | 3=    |
| 9    | Inger Lise Rypdal               | "Svart fortid"  | 57     | 5     |
| 10   | Sverre Kjelsberg & Mattis Hætta | "Sámiid Ædnan"  | 61 (5) | 1     |

## In Den Haag
In Nederland moest Noorwegen optreden als elfde, net na  Finland en voor Duitsland. Na de stemming bleek dat Noorwegen op een zestiende plaats was geëindigd met 15 punten. Nederland had 2 punten over voor de inzending. België daarentegen geen.

### Gekregen punten

#### Finale
| 12 punten | 10 punten | 8 punten    | 7 punten    | 6 punten    |
| --------- | --------- | ----------- | ----------- | ----------- |
|           |           |             |             | - Duitsland |
| 5 punten  | 4 punten  | 3 punten    | 2 punten    | 1 punt      |
|           | - Marokko | - Frankrijk | - Nederland |             |

### Punten gegeven door Noorwegen

#### Finale
Punten gegeven in de finale:
| 12 punten | Ierland     |
| 10 punten | Zwitserland |
| 8 punten  | Portugal    |
| 7 punten  | Luxemburg   |
| 6 punten  | Oostenrijk  |
| 5 punten  | Finland     |
| 4 punten  | Griekenland |
| 3 punten  | Frankrijk   |
| 2 punten  | Italië      |
| 1 punt    | Denemarken  |

1960 · 1961 · 1962 · 1963 · 1964 · 1965 · 1966 · 1967 · 1968 · 1969 · 1970 · 1971 · 1972 · 1973 · 1974 · 1975 · 1976 · 1977 · 1978 · 1979 · 1980 · 1981 · 1982 · 1983 · 1984 · 1985 · 1986 · 1987 · 1988 · 1989 · 1990 · 1991 · 1992 · 1993 · 1994 · 1995 · 1996 · 1997 · 1998 · 1999 · 2000 · 2001 · 2002 · 2003 · 2004 · 2005 · 2006 · 2007 · 2008 · 2009 · 2010 · 2011 · 2012 · 2013 · 2014 · 2015 · 2016 · 2017 · 2018 · 2019 · 2020 · 2021 · 2022 · 2023 · 2024 · 2025